# Sabine Lenoël
 (mars 2024).
Sabine Lenoël, née le 26 mars 1970 à Fontenay-sous-Bois, est une actrice française.

## Biographie
Elle étudie au lycée privé Saint-Charles d'Athis-Mons (Essonne). Après une maîtrise de lettres modernes, elle entre au conservatoire du 16e arrondissement en 1993. Elle y suit les cours d'Annie Lavedan jusqu'en 1995, date à laquelle elle intègre l'École Supérieure d'Art Dramatique de la Ville de Paris (ESAD). Elle complète sa formation au Jack Garfein Studio et au sein de l'Atelier Andréas Voutsinás et suit divers stages de pratique théâtrale et de travail face à la caméra. Elle fait actuellement partie de l'atelier René Loyon, dit atelier R.L.
Elle joue dans de nombreuses pièces du répertoire classique et contemporain au théâtre du Gymnase, au théâtre de la Porte-Saint-Martin, au Palais des glaces et au théâtre Gérard Philipe de Saint-Denis notamment.
Sa formation de danseuse (classique tout d'abord, jazz et danse orientale par la suite) lui permet également d'exprimer son talent. Elle apparaît dans divers films et téléfilms français. En 1999, elle obtient un rôle dans La Fiancée de Dracula de Jean Rollin. Le cinéaste bien connu des amateurs de cinéma bis lui offrira dès lors un rôle dans chacun de ses films avant de mourir le 15 décembre 2010.
Elle a été la partenaire de Jean-Pierre Léaud dans L'Affaire Marcorelle réalisé par Serge Le Péron, de Lena Olin dans La nuit et le moment réalisé par Anna-Maria Tato, et de Gérard Depardieu dans Grenouille d'hiver réalisé par Slony Sow.

## Filmographie

### Cinéma

#### Longs métrages
- 1994 : La Reine Margot, de Patrice Chéreau : Suivante de la reine Margot
- 1995 :  La Nuit et le Moment, d'Anna Maria Tatò, d'après Crébillon fils : la danseuse d’opéra.
- 1995 :  Le Nouveau Monde, d'Alain Corneau : Danseuse de rock n’ roll et de cha-cha-cha.
- 2000 :  L'Affaire Marcorelle, de Serge Le Péron : la belle rousse assassinée
- 2002 : La Fiancée de Dracula, de Jean Rollin : la sœur Marthe.Danseuse orientale.
- 2007 : La Nuit des horloges, de Jean Rollin :  la femme ailée.
- 2008 :  Agathe Cléry, d’Étienne Chatiliez : une femme d'affaires. Danseuse.
- 2010 : Le Masque de la Méduse, de Jean Rollin : Euryale, la sœur de la Méduse
- 2012 : Télé Gaucho, de Michel Leclerc :  une danseuse du chanteur Adonis
- 2014 : Absence, de Sébastien Guillet: Marie, la secrétaire
- 2015 : Parisiennes, de Slony Sow : Sabine, la femme de chambre

#### Courts métrages
- Je t'aime, court-métrage de Grégory Métay : Rôle principal de l'amoureuse.
- Le Bidon de la langouste, court-métrage de Claude Girard : Rôle principal féminin de l'épouse infidèle.
- Les belles histoires n'existent plus, court-métrage de Steve Hubert : Rôle principal d'une alcoolique.
- 2000 :  Pierres et prières, court-métrage de Franck Llopis : une poétesse.
- 2002 : La Femme au chapeau, court-métrage d'Éric Baillie : Anaïs, rôle principal féminin.
- 2011 : Grenouille d'hiver, court-métrage de Slony Sow : Louise

### Télévision
- 2006 : Série T'as pas une minute ?, épisode Objet fétiche, réalisé par Christian Merret-Palmair  (M6) : la cliente en colère.
- Le Vestiaire, réalisé par Lionel Girard (Sitcom): Violaine de Bertignac.
- 1995 :  Série Julie Lescaut, épisode Rumeurs, réalisé par Marion Sarrault (TF1) : la femme raciste.
- 1996 : Série Nestor Burma, épisode Drôle d'épreuve pour Burma, réalisé par Joël Séria : la chorégraphe + Chorégraphie du générique.
- Ravy, de Philippe Muyl (Canal+, France 2) : la belle femme du café.
- Série Mystères, épisode L'être venu de l'au-delà, réalisé par Dominique Maillet (la Une) : la jeune maman.
- Coup de foudre de Dominique Maillet (TF1) : L'amoureuse (rôle principal).

## Émissions de télévision
- Émission Rien à vendre, animée par Adonis (La Locale) : Chronique psychologique de l'invité.
- Émission Nulle part ailleurs, séquences de Karl Zéro (Canal+) : Divers rôles.

## Théâtre
- Lettres portugaises de Gabriel de Guilleragues. Mise en scène de Sabine Lenoël. Mariane, la religieuse portugaise. Kibélé (Paris 10e) et tournée en France.
- Fils de personne de Guy de Montherlant. Mise en scène de Gérard Foissotte. Marie Sandoval. Tournée en banlieue parisienne.
- La Folie du jour de Maurice Blanchot. Mise en scène d'Yves Adler. La loi divine. Danseuse contemporaine. Théâtre Gérard Philippe de Saint-Denis.
- Le partisan d'après les écrits d'Antonio Gramsci. Mise en scène de François Floris. Tania, la belle-sœur de Gramsci. Théâtre Gérard Philippe de Saint-Denis.
- L'avare de Molière. Mise en scène de Didier Lafaye. Mariane. Théâtre de la Porte Saint-Martin, tournée en France.
- Le dépôt d'Ophélie Soutra. Mise en scène de Michel Furet. La bourgeoise (pièce à deux personnages). Aktéon Théâtre.
- Fables en fête, comédie musicale d'après les fables de La Fontaine. Mise en scène de Christian Grau-stef. Comédienne, danseuse, chanteuse. Théâtre du Gymnase Marie Bell, de la Porte Saint-Martin, Palais des Glaces, tournée en France.
- Cet animal étrange de Gabriel Arout. Mise en scène de Sébastien Paugam. Rôle principal féminin. Assistanat mise en scène. Château-Landon Théâtre.
- La peur des coups et La paix chez soi de Georges Courteline. Mise en scène de Sébastien Paugam. Rôle principal féminin. Assistanat mise en scène. Château-Landon Théâtre.
- Après les coups de lance d'Alain Dordé. Mise en scène de Sef Muhamad. Rôle principal féminin.Danseuse orientale. Théâtre Le petit Voltaire (11e arrt).
- Les géraniums d'Ophélie Soutra. Mise en scène de Sef Muhamad. Rôle principal féminin. Théâtre Le petit Voltaire (11e arrt).
- Les contes des mille et une nuits. Adaptation et mise en scène de Sef Muhamad. Shéhérazade. Danseuse orientale. Tournée en banlieue parisienne.
- Le Chandelier d'Alfred de Musset. Mise en scène de Sébastien Paugam. Jacqueline. Assistanat mise en scène. Théâtre de la Sédira (11e arrt).
- La Mouette d'Anton Tchekov. Mise ne scène de Sissia Buggy. Nina. Danseuse contemporaine. Espace-Marais.
- Le Tartuffe de Molière. Mise en scène de Gilles Ikrelef et de Pascale Liévyn. Comédienne, danseuse baroque, chanteuse. Espace Paris-Plaine.
- Le Cœur du Moulin de Déodat de Séverac. Mise en scène de Christophe Ramon. Chanteuse lyrique mezzo. Théâtre de la Sédira (11e arrt).
- Hommage à Jean de La Fontaine. Mise en scène d'Annie Lavedan. Madame de Sévigné. Mairie du XVIe arrt.
- Et Dieu créa la pomme de Colette Stern. Mise en scène de Chris Pagès. Eve. Théâtre de Nesle, Glaz'Art, Château-Landon Théâtre.
- La Servante de l'amour d'Emmy Guittès. Mise en scène de l'auteur. Rôle-titre. Théâtre de Nesle.